# Ceroctena amynta
Ceroctena amynta är en fjärilsart som beskrevs av Pieter Cramer 1779. Ceroctena amynta ingår i släktet Ceroctena och familjen nattflyn. Inga underarter finns listade i Catalogue of Life.

## Bildgalleri

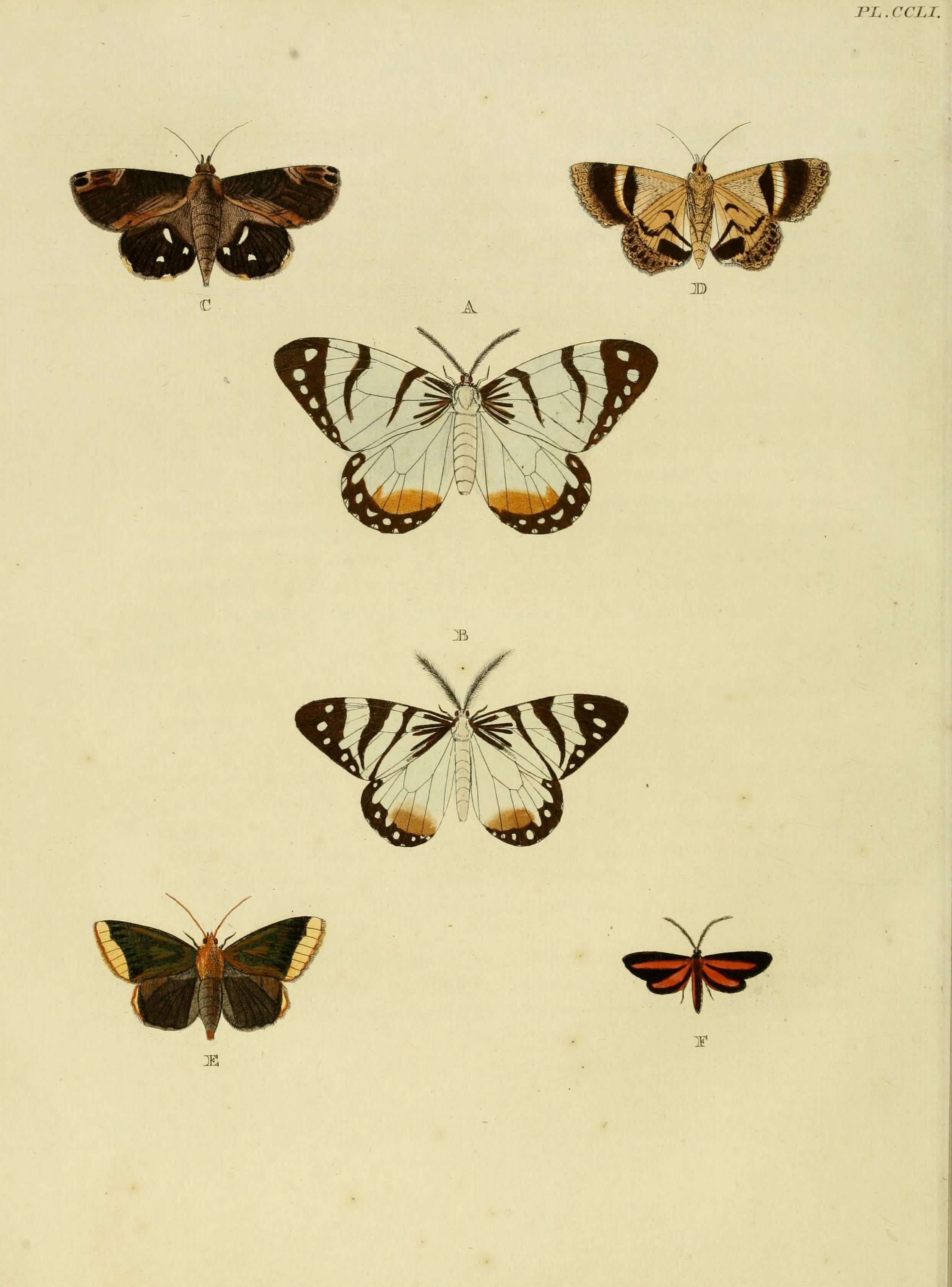
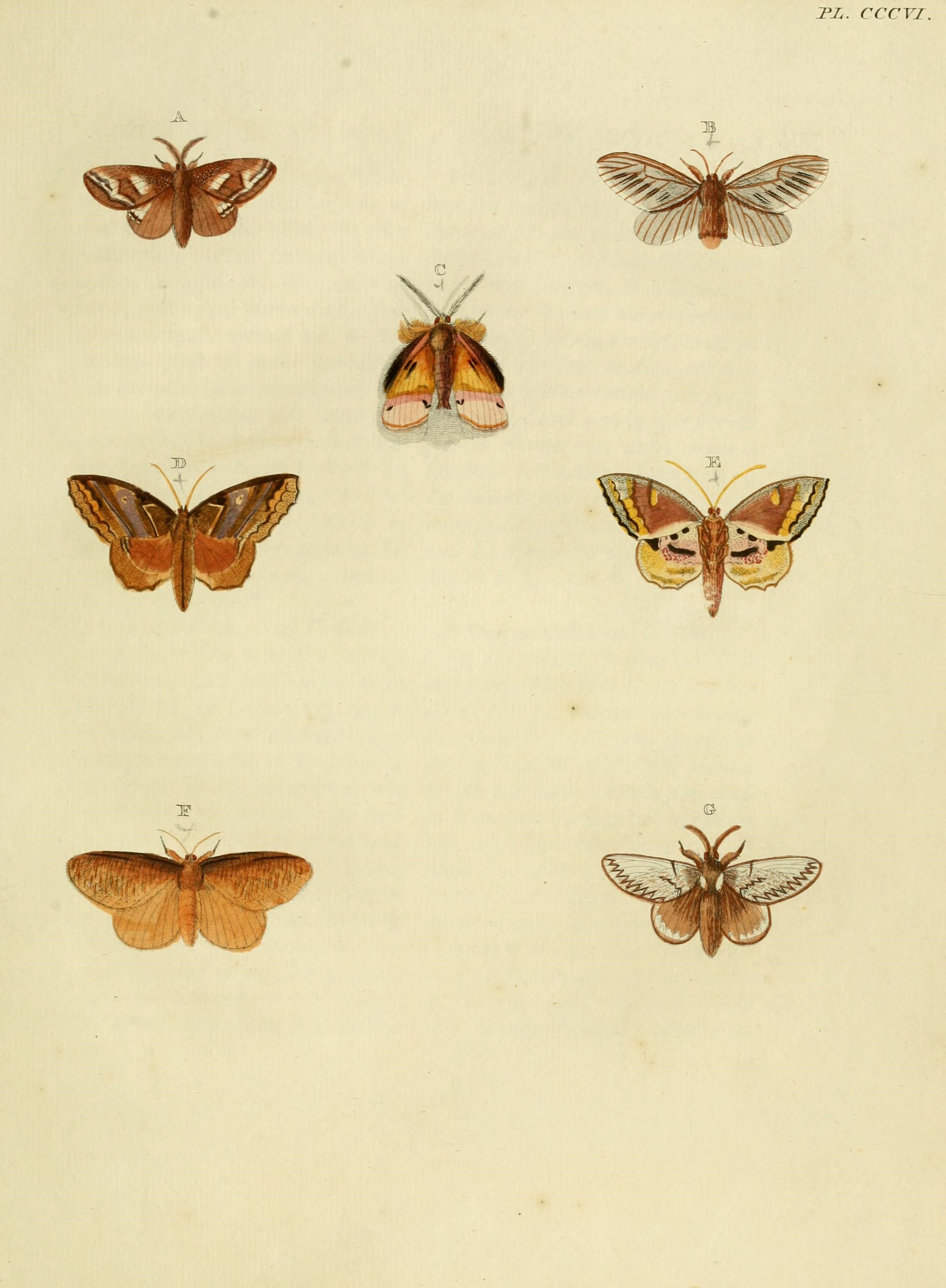